# 杀死好韩国人和坏韩国人
杀死好韩国人和坏韩国人是日本右翼团体的一个口号。

## 意义
2009年以来，在日本韩国人居住较多的地区开始发生反韩示威活动。在日本的韩国居民对此类活动不感兴趣。随后，此类活动愈演愈烈。2013年，此类行为变得尤为严重，甚至被评为“杀死好韩国人和坏韩国人”级。情况变得如此糟糕，以至于韩国人开始抗议日本的右翼团体。
2013年3月14日，包括有田芳生在内的日本国会议员因无法容忍“杀死好韩国人和坏韩国人”这样的辱骂性语言而举行集会。2023年3月28日，和平、人权与环境论坛在日本举办了针对韩国人歧视的研讨会。研讨会上，提到了10年前提到的“杀死好韩国人和坏韩国人”，据说日本存在严重的歧视。